# Mount Auburn, Iowa
Mount Auburn là một thành phố thuộc quận Benton, tiểu bang Iowa, Hoa Kỳ. Năm 2010, dân số của thành phố này là 150 người.

## Dân số
Dân số qua các năm:
- Năm 2000: 160 người.
- Năm 2010: 150 người.